# ストロンチウム緑簾石
ストロンチウム緑簾石（ストロンチウムりょくれんせき、Epidote-(Sr)）は、2008年に発表された日本産新鉱物で、愛媛大学の鉱物学者皆川鉄雄などにより、高知県香美市の穴内鉱山から発見された。化学組成はCaSrAl2Fe3+(Si2O7)(SiO4)O(OH)で、単斜晶系。緑簾石(Epidote)のグループに属し、緑簾石に含まれるカルシウムの半分をストロンチウムで置換した化学組成をもつ。
名称は「緑簾石」だが、実際の色は赤を帯びた褐色である。このため、長く紅簾石と誤認されてきた（ただし、発見地では紫がかった濃い赤色のストロンチウム紅簾石も共産するため注意が必要である）。このように、明治時代以降の鉱物名には色を付けたものが見られるが（銀星石など）、例外が出る場合があるため現在では見られない。